# Embalse Cuesta del Viento
El Embalse Cuesta del Viento es una presa hidroeléctrica, ubicada en el departamento Iglesia, al norte de la provincia argentina de San Juan
Está emplazada sobre la unión del río Blanco y el Arroyo Iglesia donde nace el río Jáchal.
Este embalse es la obra hidroeléctrica más importante de la región norte de la provincia ya mencionada. La central hidroeléctrica regula los caudales de los arroyos y ríos provenientes del deshielo de la Cordillera de los Andes, con el fin de producir energía y fomentar la producción agrícola y minera de la zona. La obra tiene la capacidad para generar 40 gigavatios por hora y asegura el riego de alrededor de 17.000 hectáreas

## Turismo

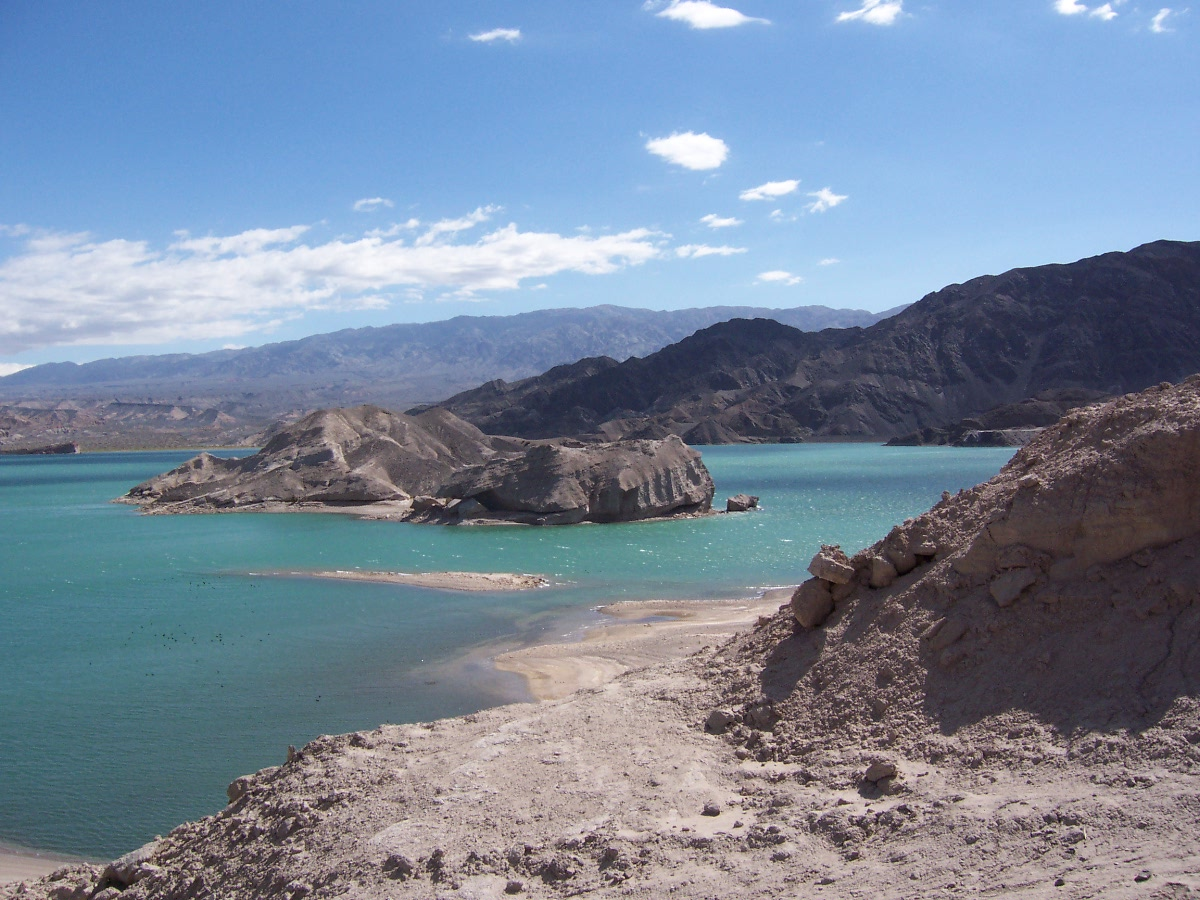
Vista del embalse.

Cuesta del Viento se ha convertido, en los últimos años, en uno de los principales atractivos turísticos de San Juan. La belleza del sitio y la presencia de fuertes vientos han creado el entorno ideal para los amantes de la aventura y los deportes náuticos.
Sus cualidades naturales permiten catalogarlo como uno de los mejores sitios que existen en el mundo para la práctica del windsurf. Siendo este embalse sede de campeonatos internacionales que convocan a turistas de distintos países.
También la zona colindante ofrece la práctica de bicicleta de montaña. En noviembre se desarrolla el 
Además de ofrecer el escenario ideal para la aventura, el dique brinda distintas opciones para el descanso en los paradores y clubes de sus playas

## Controversia sobre contaminación ambiental
La empresa minera Canadiense Barrick Gold ha dicho públicamente que vertió más de 1 millón de litros de agua contaminada con desechos tóxicos en zona de afluentes directos del embalse. Hay un informe universitario que dice que ya está contaminado el embalse y que no hay vuelta atrás. Otros invitan a hacer deportes. Lo que es cierto es que el nivel del embalse está muy por debajo de su nivel (más de 10 metros) de hace solo unos pocos años. La minera Nevada también de Barrick Gold hay sido acusado de destruir los glaciares del lado Chileno que alimentan en gran parte al embalse.